# Jackson (New Hampshire)
Jackson ist der Name einer Town im Carroll County des US-Bundesstaates New Hampshire in Neuengland. Vor der Town liegen etwa 75 % im White Mountain National Forest. Laut dem US-Census von 2020 lebten hier 1.028 Einwohner in 416 Haushalten. Jackson entstand 1800 als Adams aus mehreren Einzelgrants. Es war zuvor als New Madbury bekannt, wurde bei seiner Eintragung als Town zu Ehren von Präsident Adams so benannt und 1829 umbenannt, diesmal nach Präsident Jackson. Der Name blieb, der Namenspatron wechselte 2021, als die Town sich dafür entschied, fürderhin nach dem Geologen Charles Jackson benannt zu sein. In Jackson stehen zwei der vier großen Hotels in New Hampshire, die aus dem 19. Jahrhundert stammen und im 21. Jahrhundert noch genutzt werden, Wentworth Hall und das Eagle Mountain House.

## Geographie

### Lage
Jackson liegt in den White Mountains von New Hampshire auf 361 Metern Höhe und hat eine Fläche von 172,9 km² ohne Wasserflächen. Im Norden liegt das gemeindefreie Gebiet der Township Bean’s Purchase, im Osten Chatham, im Süden Bartlett und im Westen die Townships Sargents Purchase und Pinkhams Grant.

### Gemeindegliederung
Einzelsiedlungen sind Black Mountain Cabin, Ducks Head, Dundee, Jackson Falls und Panno Place.

### Gewässer
Wasserläufe in Jackson sind neben kleineren Bächen im Westen der Rocky Branch und im Osten der East Fork des Saco Rivers. Dazwischen fließt in diesen von der Pinkham Notch her der Ellis River, in den bei Ducks Head von links der Wildcat Brook mündet. Letzterer ist seit 1988 als „Wild and Scenic River“ ausgezeichnet.

### Berge
Die größte Höhe erreicht Jackson im Bereich der Wildcat Ridge, besser bekannt als Wildcat Mountain wie das dort gelegene Skigebiet, deren höchster Gipfel mit 1209 Metern im benachbarten Bean’s Purchase liegt. Weitere Berge sind der Black Mountain mit 830
 Metern Höhe sowie der 826 Meter hohe Iron Mountain.

## Geschichte

### Vorgeschichte
Die europäische Geschichte Jacksons begann Jahrzehnte vor der Gründung mit der Vergabe mehrerer Grants an koloniale Veteranen des Siebenjährigen Krieges, darunter Robert Rogers. Keiner der Beliehenen war an einer Ansiedlung interessiert, und die Grants wurden verkauft. Einen davon kaufte ein Mann namens Benjamin Copp, der sich um 1775 im späteren Jackson ansiedelte. Das Land war bergig, bebaubares, nutzbares Gelände gab es in den Flusstälern. Zu dieser Zeit gab es südlich am Saco River noch eine Abnakisiedlung. Nachdem die Familie Copp jahrelang die einzigen Europäer in der Gegend gewesen waren, siedelten sich bis 1790 weitere fünf und in den Jahren danach noch mehr Siedler und Familien an. Zuerst 1796, dann 1797 wurden Petitionen eingereicht mit der Bitte, eine Stadt (Town) gründen zu dürfen, um Steuern erheben zu können. Eine weitere Petition von 1799, unterzeichnet von 36 Siedlern, möglicherweise der gesamten männlichen Bevölkerung von Jackson im Alter von 18 Jahren oder mehr, wurde angenommen. Bis dahin war das Gebiet als New Madbury bekannt gewesen, nach Madbury im Rockingham County, von wo mehrere der Siedler gekommen waren. Die Inkorporierung, datierend vom 4. Dezember 1800, erfolgte unter dem Namen Adams. Neben den vier bereits bestehenden Grants, die etwa 16.000 Acre umfassten, gehörten danach 14.000 Acre bisher noch nicht zugeteilten Landes zu der neuen Gemeinde.

### Nach der Gründung
Die erste Gemeindeversammlung erfolgte am 4. März 1801, bei der der Gemeinderat und ein Sitzungsvorstand, Straßenplaner, Zaunbeschauer, Viehwart und Holzvermesser gewählt wurden sowie ein Gemeindebudget bestimmt, jedoch kein Geld für Schulen vorgesehen wurde. Die erste Schule wurde 1806 errichtet. Bis dahin hatte Unterricht im Sommer in Scheunen, im Winter in einem der Wohnhäuser stattgefunden. 1803 wurde eine baptistische Gemeinde gegründet, das erste Versammlungshaus bauten jedoch später die Protestantenunion, die es auch anderen christlichen Gruppen zur Verfügung stellten. 1827 wurde mit der Jackson Social Library eine erste Bibliothek eröffnet. Eine andere Gruppe, die sich in Jackson wiederholt organisierte, waren die Temperenzler, die das erste Mal 1833 eine Vereinigung gründeten. Zu dieser Zeit waren 17 Familiennamen registriert. Um 1817 standen in Jackson eine Korn- und zwei Sägemühlen. 1829 wurde die Gemeinde in Jackson umbenannt, möglicherweise mit nur einer Gegenstimme bei der Abstimmung.
Bis zur Mitte des 19. Jahrhunderts waren die Einwohner vor allem Subsistenzlandwirte. Nahrung wurde angebaut und durch Jagd und Fischfang ergänzt. Flachs wurde angebaut und neben Wolle zu Stoffen und Kleidung verarbeitet. 1802 waren Merinoschafe in New Hampshire eingeführt worden, und um 1840 wurde in Jackson Wolle über den Eigenbedarf hinaus erzeugt. In diesem Jahr wurde am Tin Mountain Zinn gefunden, möglicherweise das erste in Nordamerika von den Kolonialisten entdeckte Vorkommen. Ebenso wie das am Iron Mountain gefundene Eisenerz folgte auf die Entdeckung der Versuch des Abbaus, der jedoch in beiden Fällen nicht lange anhielt.

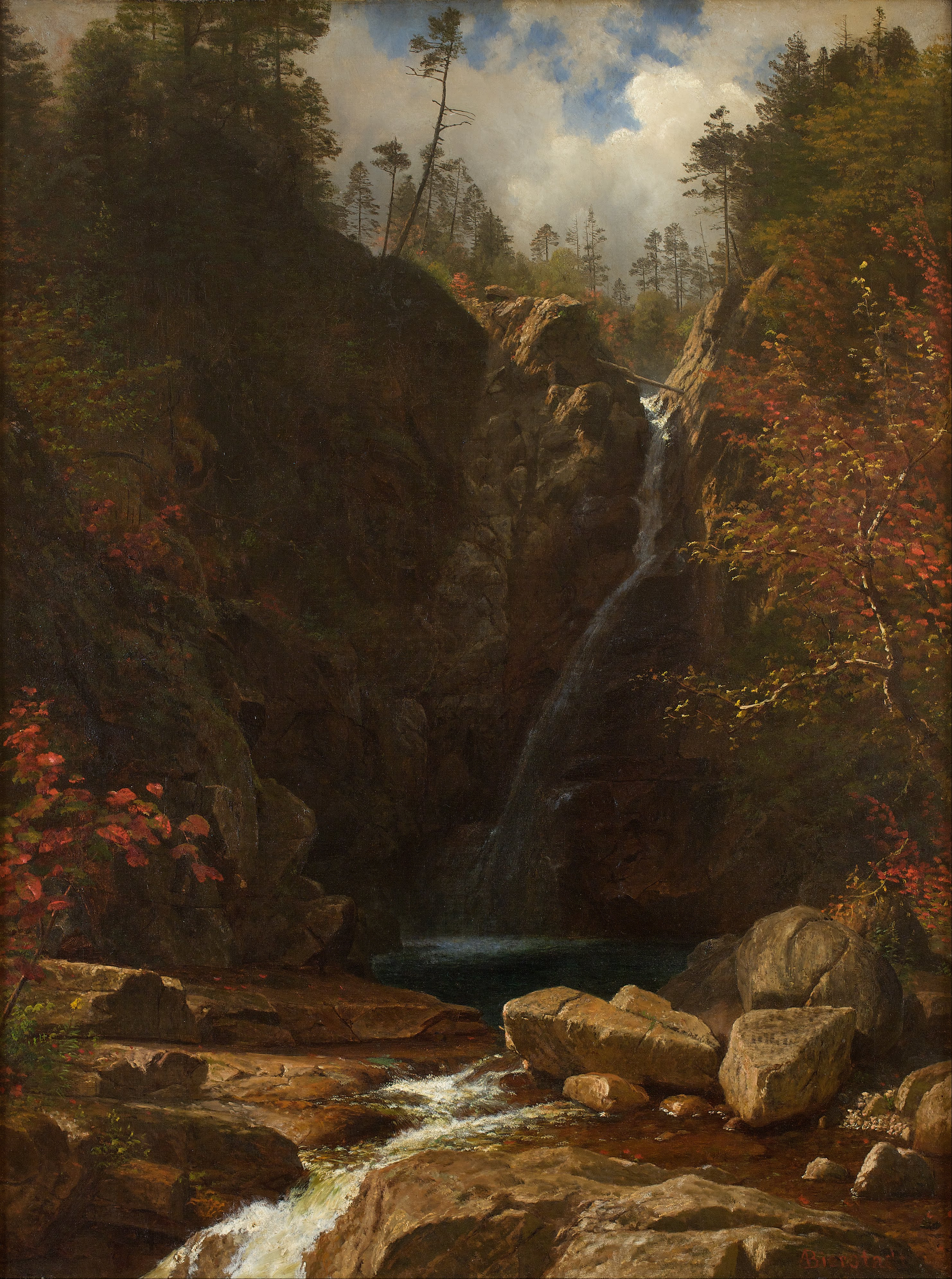
Glen Ellis Falls von A. Bierstadt

Ein erster Weg durch die Pinkham Notch wurde schon vor 1780 markiert, der Versuch, eine Straße zu bauen, wurde ab 1826 unternommen. 1830 wurde eine Postlinie von Bartlett nach Randolph durch die Notch eingerichtet, möglicherweise die erste, regelmäßige Post, die Jackson erreichte. Infolge des Straßenbaus entstanden Tavernen in Jackson, Rast- und Unterkunftbauten für Reisende. 1847 kam ein Maler aus New York nach Jackson, dem weitere Vertreter der White Mountain Art folgten und die Jackson einem größeren Publikum bekannt machten. Für die Gemeinde bedeutete das die Entwicklung von Tourismus als Einnahmequelle. Gäste kamen bei einzelnen Siedlern und den bereits bestehenden Tavernen unter, von denen mindestens eine erweitert wurde, um die gestiegene Nachfrage bedienen zu können. 1858 entstand das Jackson House als erstes Hotel. Bauherr war der Tavernenbetreiber, der die ersten Künstler beherbergt hatte und sein Geschäft ausweitete. Zu dieser Zeit verlief die Hauptverbindung in die White Mountains durch Jackson, dessen Gasthäuser als Rastplätze dienten. Jackson Centre bestand aus sechs Häusern in einem Umkreis von einer halben Meile. Neben den Mühlen gab es Gemeinden der Baptisten und ein Versammlungshaus der Protestanten Union, das allen anständigen Religionsgemeinschaften offen stand, und ein Postamt. Die gesamte Town hatte nach einer Beschreibung von 1859 acht Schulbezirke. Der Census von 1850 zählte 589 Einwohner. Ein zweites Hotel entstand 1861, gefolgt von mehreren weiteren bis 1890, darunter das 1869 anstelle einer abgebrannten Taverne erbaute Thorne Mountain House. Dieses errichtete einer der Einwohner für seine Tochter und deren Bräutigam, einem Veteranen des Bürgerkrieges namens Marshall C. Wentworth, die das Hotel betrieben, erweiterten und im Zuge dessen Wentworth Hall bauten. Der eher für seine Bilder aus dem Westen der USA bekannte Maler Albert Bierstadt malte in Jackson die Fälle am Ellis River.
Die Mühlen in Jackson hatten nur örtliche Bedeutung. Ein anderes Unternehmen war der Bau einer Stärkefabrik im Jahr 1866, die jedoch nicht lange in Betrieb war. 1875 wurde mit einem Zuschuss von der Gemeinde in dem Gebäude eine Wäscheklammerfabrikation eröffnet, die jedoch ebenfalls nicht lange Bestand hatte. Danach wurden Drehereiprodukte wie Dübel, Zapfen und Besenstiele hergestellt. Das Gebäude war vor 1889 abgebrannt. Nach dem Bau der Eisenbahn wurde am Iron Mountain eine zweite, direktere Straße nach Glen zum Abtransport des Erzes gebaut. Ein Verkauf der Mine kam jedoch nicht zustande, und der Abbau wurde eingestellt. Ebenso wenig Bestand hatte die American Tin Company von 1864, die das am Tin Mountain entdeckte Zinn abbauen wollte und bei hohem finanziellen Aufwand nur wenig Ertrag erzielte.
Die Sommergäste brachten nicht nur zusätzliches Einkommen, sondern sorgten auch für Absatzmöglichkeiten für die örtliche Landwirtschaft, die ihre Produkte direkt vor Ort verkaufen konnte. Zwischen 1870 und 1874 entstand in Glen, zweieinhalb Meilen südlich von Jackson in der Town of Bartlett, ein Bahnhof der Portland and Ogdensburg Railway an der Bahnstrecke Portland–Lunenburg. Zu dieser Zeit beherbergte Jackson um 500 Saisongäste, die etwa 25.000 Dollar Einkommen brachten und der Gemeinde in wirtschaftlicher Hinsicht ein immer bedeutenderes zweites Standbein waren. 1870 zählte Jackson 474 Einwohner und war in noch sieben Schulbezirke unterteilt. Der Unterricht dauerte im Schnitt zehn Wochen im Jahr.
Bis etwa 1890 hatte sich der Tourismus zur Haupteinnahmequelle von Jackson entwickelt. Neben zehn Hotels und Inns waren mehrere Pensionen entstanden. Das Einkommen aus diesem Erwerbszweig wurde auf etwa 100.000 Dollar geschätzt. Eine der Folgen waren steigende Grunderwerbspreise. Im späten 19. Jahrhundert gingen Sommergäste dazu über, Land zu kaufen und eigene Ferienhäuser zu errichten. Ab 1879 wurde die auch heute noch bestehende Jackson Public Library organisiert.

### Nach 1900
Die Verbreitung des Automobils veränderte das Reiseverhalten, und die Hotels kamen erst aus der Mode und wurden dann aufgegeben. Daneben entwickelte sich das Skilaufen zum Freizeitvergnügen. Bis dahin war die Touristensaison immer im Sommer gewesen, doch mit der zunehmenden Nachfrage öffneten Beherbergungsbetriebe auch im Winter. 1935 wurde der erste Lift an der Stelle des heutigen Black Mountain Skigebietes gebaut und 1936 die Eastern Slopes Ski School eröffnet. Nach dem Zweiten Weltkrieg wurden erst Seilschlepplifte gebaut, ehe 1948 erst Bügelschlepplifte und 1949 die ersten zwei Sessellifte am Black Mountain gebaut wurden. Als Basisstation diente eines der originalen Schulgebäude von Jackson. Obwohl die Landwirtschaft an wirtschaftlicher Bedeutung verlor, trug sie weiterhin zum ländlichen Erscheinungsbild von Jackson bei, das auch im 21. Jahrhundert wichtig für die vom Tourismus abhängige Gemeinde ist. Zeichen dieser Vergangenheit sind historische Gebäude, darunter Wentworth Hall, das alte Stadthaus und das Bibliotheksgebäude von 1879 und als bekanntestes die Honeymoon Bridge von 1881, eine überdachte Brücke über den Ellis River am Ortseingang von Jackson Center. Eine historische Scheune wurde 2008 abgebaut und an anderer Stelle als neues Bibliotheksgebäude wieder hergestellt. An ihrer Stelle entstand eine Schulerweiterung und ein von privat gestiftetes Gemeindezentrum. 2011 beschädigte der Tropensturm Irene Straßen und veränderte Flussläufe. Die Schäden an den Straßen wurden mit Bundeshilfe repariert.
Um die Versorgung mit sauberem Wasser unter Kontrolle zu behalten, wurde 1972 der Jackson Village Precinct begründet. Zu den Maßnahmen zum Erhalt der für Jackson wichtigen Umgebung gehörten die Bemühungen um den Schutz des Wildcat Rivers, der 1988 als „Wild and Scenic River“ ausgezeichnet wurde. Während weitere Ländereien unter Schutz kamen, wurden zugleich die Langlaufloipen ausgebaut. Eine Umfrage aus dem Jahr 2014 ergab, das zu den für die Grundbesitzer und Einwohner wichtigen Eigenschaften Jacksons der ländliche Charakter sowie die landschaftliche Schönheit gehörten. Der Masterplan der Gemeinde sieht die Abstimmung zwischen dem Erhalt dieser Qualitäten und der wirtschaftlichen Entwicklung vor.

### Bevölkerungsentwicklung
| Volkszählungsergebnisse – Jackson, New Hampshire | Volkszählungsergebnisse – Jackson, New Hampshire | Volkszählungsergebnisse – Jackson, New Hampshire | Volkszählungsergebnisse – Jackson, New Hampshire | Volkszählungsergebnisse – Jackson, New Hampshire | Volkszählungsergebnisse – Jackson, New Hampshire | Volkszählungsergebnisse – Jackson, New Hampshire | Volkszählungsergebnisse – Jackson, New Hampshire | Volkszählungsergebnisse – Jackson, New Hampshire | Volkszählungsergebnisse – Jackson, New Hampshire | Volkszählungsergebnisse – Jackson, New Hampshire |
| Jahr                                             | 1767                                             | 1773                                             | 1775                                             | 1783                                             | 1786                                             | 1790                                             | 1800                                             | 1810                                             | 1820                                             | 1830                                             |
| ------------------------------------------------ | ------------------------------------------------ | ------------------------------------------------ | ------------------------------------------------ | ------------------------------------------------ | ------------------------------------------------ | ------------------------------------------------ | ------------------------------------------------ | ------------------------------------------------ | ------------------------------------------------ | ------------------------------------------------ |
| Einwohner                                        |                                                  |                                                  |                                                  |                                                  |                                                  |                                                  | 180                                              | 244                                              | 363                                              | 514                                              |
| Jahr                                             | 1840                                             | 1850                                             | 1860                                             | 1870                                             | 1880                                             | 1890                                             | 1900                                             | 1910                                             | 1920                                             | 1930                                             |
| Einwohner                                        | 584                                              | 589                                              | 631                                              | 474                                              | 464                                              | 579                                              | 624                                              | 452                                              | 533                                              | 321                                              |
| Jahr                                             | 1940                                             | 1950                                             | 1960                                             | 1970                                             | 1980                                             | 1990                                             | 2000                                             | 2010                                             | 2020                                             | 2030                                             |
| Einwohner                                        | 409                                              | 344                                              | 315                                              | 404                                              | 642                                              | 680                                              | 840                                              | 816                                              | 1028                                             |                                                  |

## Wirtschaft und Infrastruktur
Das Pro-Kopf-Einkommen in Jackson betrug 45.972 Dollar, das Medianeinkommen für Männer 41.645 Dollar, für Frauen 40.147 Dollar, 12,5 Prozent der Ortsansässigen lebten unterhalb der Armutsgrenze. Die Arbeitslosenquote betrug 2,7 % im Jahr 2019, größter ansässiger Arbeitgeber war die Black Mountain Ski Area, gefolgt von zumeist Gastronomie- und Beherbergungsbetrieben und einem Veranstalter von Ski- und anderen Touren. 25,8 % der ortsansässigen Erwerbstätigen arbeiteten in ihrem Wohnort, 70,9 % pendelten innerhalb des Staates, 3,3 % in einen anderen Bundesstaat (Angaben der Gemeinde von 2020, Stand 2021).

### Gemeindeeinrichtungen
Jackson hat eine öffentliche Bücherei sowie eine in Vollzeit tätige Polizei. Die Feuerwehr wird von professionellen Teilzeitkräften und Freiwilligen besetzt, der medizinische Notdienst von versehen. Das nächstgelegene Krankenhaus ist das Memorial Hospital in North Conway in 11 Kilometern Entfernung. In Jackson gibt es eine Grundschule, weiterführender Schulbesuch erfolgt zunächst in Bartlett, ab der 9. Klasse in Conway. Die Wasserversorgung erfolgt durch den Jackson Precinct, die Abwasserentsorgung mittels privater Brunnen Tanks. Der Müll ist sortiert an der mit Bartlett gemeinsam betriebenen und dort gelegenen Sammelstation anzuliefern.

### Verkehr
Jackson wird durch die New Hampshire Routes NH-16, NH-16A und NH-16B erschlossen. Die NH-16 ist in Jackson als „Scenic Highway“ ausgezeichnet. Ein Anschluss zum Interstate 93 ist je nach Richtung 42 oder 62 Meilen entfernt (etwa 68 bzw. 100 Kilometer). Der Eastern Slopes Regional Airport in Fryeburg in Maine hat eine asphaltierte Bahn von 1280 Metern Länge, der nächstgelegene Flughafen ist der Portland International Jetport in Portland in Maine.

## Sehenswürdigkeiten

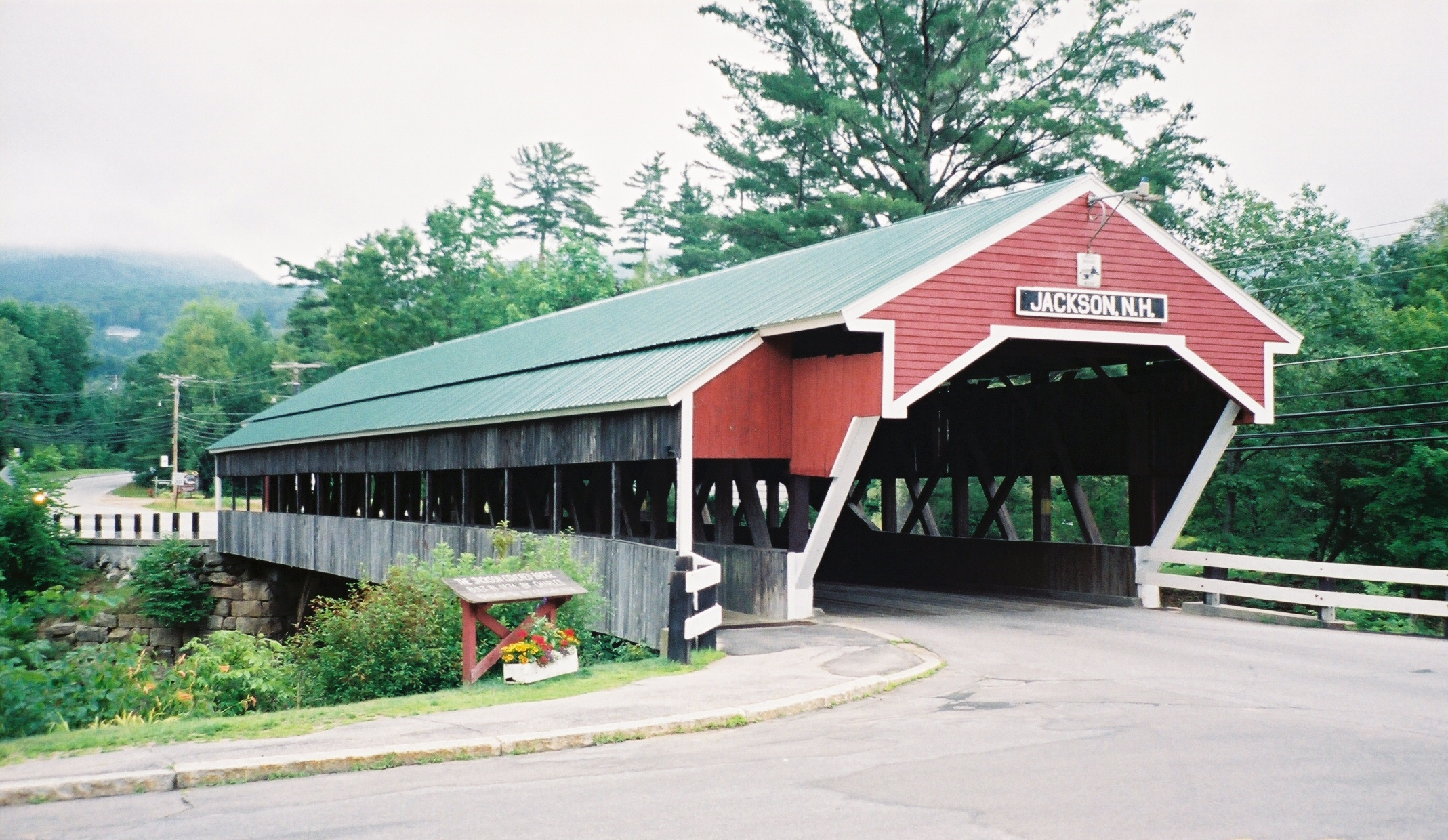
Honeymoon Bridge

In Jackson und Umgebung liegen die Skigebiete von Wildcat Mountain und Black Mountain. Dazu kommen Langlaufloipen. Die Honeymoon Bridge dient als Hintergrund für Hochzeitsphotos.

### Jackson Falls Historic District
Der Jackson Falls Historic District ist ein Gebiet in Jackson Falls an der Kreuzung von NH-16A und NH-16B am Wildcat River. Zu dem Gebiet gehören 17 zusammenhängende Grundstücke Gebäude, vier davon in öffentlichem Besitz, und die Brücke über den Wildcat River. Zu den historischen Gebäuden gehören in Gemeindebesitz die originale Jackson Public Library, die als Veranstaltungsraum dient, das alte Gemeindegebäude, in dem die historische Gesellschaft von Jackson ihren Sitz hat, sowie die Jackson Grammar School. Das vierte öffentliche Gebäude gehört nicht zu den historischen Bauten, zu denen neben Wentworth Hall mit seinen Nebengebäuden, Wentworth Castle, ein burgartiges Privathaus der Hotelbesitzer aus dem 19. Jahrhundert, mehrere Wohngebäude und das ehemalige Sommerhaus von Frank Shapleigh, einem in Jackson tätigen Maler der White-Mountain-Art-Gruppierung.